# Parafia św. Jana Nepomucena w Rybniku Chwałęcicach
Parafia pw. św. Jana Nepomucena w Rybniku Chwałęcicach – parafia rzymskokatolicka w dekanacie golejowskim, istniejąca od 20 marca 1977 roku. Kościół poświęcił abp Damian Zimoń w 1998 roku.

## Rys historyczny
Początkowo Chwałęcice były związane z Parafią Matki Boskiej Bolesnej w Rybniku. Msze Święte odprawiano kilka razy w roku w przydrożnej kapliczce. Po roku 1956 nabożeństwa odprawiano już co miesiąc. Po dziesięciu latach rozbudowano kapliczkę. Z sali tanecznej stworzono kaplicę, która została poświęcona 22 grudnia 1966 przez biskupa koadiutora Herberta Bednorza. Otrzymała wezwanie Świętej Barbary.
W roku 1977 na podstawie dekretu z dnia 20 marca powstała parafia pw. Św Barbary. W 1993 rozpoczęto budowę obecnego kościoła na miejscu starej karczmy. Kościół został poświęcony 13 września 1998 roku przez arcybiskupa Damiana Zimonia. Patronat parafii został zmieniony na Św. Nepomucena.

## Grupy parafialne
Na terenie parafii działa kilka grup parafialnych:
- Ministranci,
- Róże Różańcowe,
- Ruch Szensztacki,
- Chór „Cantate Dominum”,
- Zespół Charytatywny,
- Róża Rodziców za Dzieci.